# Roncalli Paulo
José Roncalli Costa Paulo, mais conhecido como Roncalli Paulo, (São João do Piauí, 17 de maio de 1960) é um funcionário público e político brasileiro, outrora deputado estadual pelo Piauí.

## Dados biográficos
Filho de David Paulo Alves e Abigail Costa Paulo. Funcionário público estadual, foi candidato a deputado estadual pelo PFL em 1994 obtendo a oitava suplência, sendo que no segundo turno abandonou Átila Lira, candidato de seu partido, e aderiu a Mão Santa, que o nomeou secretário de Defesa Civil. Eleito deputado estadual via PSDB em 1998, foi secretário de Obras e Serviços Públicos com a reeleição de Mão Santa. Reeleito em 2002 e 2006, ficou na segunda suplência em 2010. Convocado após a escolha de Luciano Nunes como secretário municipal de Governo quando Firmino Filho assumiu a prefeitura de Teresina pela terceira vez, manteria-se no cargo quando Amparo Paes Landim foi nomeada secretária de Mineração pelo governador Moraes Souza Filho, mas foi nomeado por este como ouvidor-geral do estado.
Seu pai, David Paulo Alves, seu irmão, Sabino Paulo, e seu sobrinho, Firmino Paulo, foram eleitos deputados estaduais.